# Antipathidae
Los antipátidos (Antipathidae) son una familia de cnidarios antozoos del orden Antipatharia. A sus componentes se les denomina corales negros, debido al color negro, o marrón oscuro, de su esqueleto. La mayoría viven en aguas profundas, por debajo de los 30 m, por lo cual han sobrevivido a la sobrepesca, ya que son utilizados en joyería.

## Morfología
Son antozoos coloniales sin esqueleto calcáreo, caracterizados por un esqueleto proteínico (corallum), que puede ser sin ramificar, con forma de alambre, o complejamente dendrítico (arbóreo). El esqueleto es secretado por el tejido epitelial axial de los pólipos, en capas concentrícas alrededor de un pequeño núcleo central. Una característica de la familia son las espinas que brotan del esqueleto, que contienen los tentáculos de los pólipos.
Los pólipos tienen unos pocos milímetros, máximo 1 cm de diámetro, y poseen 6 tentáculos simples, los 2 que corresponden con el eje de la boca son más largos. También poseen 6 mesenterios (divisiones de la cavidad gastrovascular) primarios, y 0, 4 o 6 mesenterios secundarios. 
El número de mesenterios, y la morfología del corallum, los pólipos y las espinas axiales, son las características taxonómicas usadas en su clasificación.

## Géneros
La familia no se estima monofilética, estando pendiente una revisión completa de sus taxones, ya que los modernos análisis mitocondriales han transferido, en la última década, varios géneros y especies a otros taxones.
Actualmente, el Registro Mundial de Especies Marinas acepta los siguientes géneros en la familia:
- Allopathes. Opresko & Cairns, 1994
- Antipathes. Pallas, 1766
- Cirrhipathes. de Blainville, 1830
- Hillopathes. van Pesch, 1914
- Pseudocirrhipathes. Bo et al., 2009
- Pteropathes. Brook, 1889
- Stichopathes. Brook, 1889

## Hábitat y distribución
Estos corales son cosmopolitas y se encuentran en todas las cuencas oceánicas, desde las aguas tropicales, dónde son más abundantes, a la Antártida y las aguas templadas. Su rango de profundidad está entre 2 y 8.600 m, aunque la mayoría se localizan a más de 100 m de profundidad, y en zonas con corrientes. Su ubicación se debe a que no poseen zooxantelas en sus tejidos, por lo que no necesitan la luz, y requieren zonas ricas en plancton para alimentarse.